# Toya Kinomoto
 (février 2025).
Si vous disposez d'ouvrages ou d'articles de référence ou si vous connaissez des sites web de qualité traitant du thème abordé ici, merci de compléter l'article en donnant les références utiles à sa vérifiabilité et en les liant à la section « Notes et références ».
Toya kinomoto (ou Tōya Kinomoto, ou encore Thomas dans la version française) est un personnage issu de l'anime Sakura chasseuse de cartes.
Il est le grand frère de l'héroïne du manga Sakura. Il est également un ami très, très proche de Yukito (Mathieu dans la version française, qui se révèle être par la suite le gardien de la lune, Yue). Les liens forts qui sont visibles dans ce manga entre les personnages principaux et le personnage Yukito semble venir d'une attirance particulière avec les personnes rattachées à la lune (Yué venant de 月球, se prononce "Yuèqiú" désigne la lune en chinois). Toya possède des pouvoirs qui sont mentionnés à de nombreuses reprises tout au long de l'histoire, et il se manifeste par la perception des présences magiques et toute autre activité surnaturelle, ce qui lui permet entre autres de voir sa mère (Nadeshiko Kinomoto, Natalie dans la version française). Il semble avoir toujours su pour les pouvoirs de sa sœur et pour le gardien Kero (Kérobéro) qui la protégeait. Dans la saison 1, il dit à Yue que, enfant, sa sœur sentait les esprits. Mais plus tard dans la série télévisée (saison 3), il donne ses pouvoirs à Yue, pour qui il nourrit des sentiments dépassant l'amitié pour le sauver en échange de la protection de sa sœur. Toya retrouve peu à peu ses pouvoirs dans la suite de la série Sakura Card Captor Clear Card Hen.